# Шавьер, Абел
А́бел Луи́ш да Си́лва Ко́шта Шавье́р (порт. Abel Luís da Silva Costa Xavier; 30 ноября 1972, Нампула, Португальская Восточная Африка), более известный как А́бел Шавье́р (порт. Abel Xavier) — португальский футболист и футбольный тренер. С 2016 по 2019 годы — главный тренер сборной Мозамбика.

## Карьера

### Клубная карьера
Абел дебютировал в высшей лиге чемпионата Португалии, выступая за клуб «Эштрела» (Амадора). Он хорошо проявил себя и был приглашён в один из сильнейших клубов страны — лиссабонскую «Бенфику», с которой в 1994 году стал чемпионом Португалии. В период с 1995 по 1999 годы он сменил четыре клуба. С 1999 по 2002 годы Шавьер в течение трёх сезонов выступал за английский «Эвертон», затем он перешёл в «Ливерпуль», став одним из немногих футболистов в истории, совершивших прямой переход между двумя этими клубами, с давних пор являющихся принципиальными соперниками.
После «Ливерпуля» Шавьер снова в течение всего двух лет сменил четыре клуба, задержавшись лишь в «Мидлсбро», в составе которого он числился с 2005 по 2007 годы. После матча Кубка УЕФА в самом начале второго английского этапа своей карьеры Абел был уличён в применении запрещённых препаратов, 23 ноября 2005 он был признан виновным в употреблении допинга и дисквалифицирован на 18 месяцев. Летом 2006 года срок дисквалификации был сокращён до 12 месяцев, и с ноября 2006 года он снова смог играть в официальных матчах. В мае 2007 года он присоединился к американскому клубу «Лос-Анджелес Гэлакси», в котором провёл чуть больше года, покинул его 18 июля 2008. 22 декабря 2009 года Абел Шавьер на специальной пресс-конференции сообщил, что завершил карьеру и принял ислам под именем Файзал.

### Международная карьера
Шавьер в составе сборной Португалии принимал участие в Чемпионате мира для юношей младше 17 лет. Он пропустил Чемпионат Европы 1996 года, но был ключевой фигурой своей команды на Евро-2000, запомнившись не только хорошей игрой, но и своей заметной внешностью — его высветленные волосы и борода резко контрастировали со смуглым цветом кожи. Он едва не забил гол в ворота Фабьена Бартеза в полуфинальном матче против Франции, однако в итоге именно Абел стал виновником поражения своей команды — основное время встречи завершилось вничью, а в овертайме Шавьер, по мнению арбитра матча, сыграл рукой в штрафной, и Зинедин Зидан с пенальти забил «золотой гол», который вывел французов в финал.
Абел Шавьер принял участие и в Чемпионате мира 2002 года, но появился на поле лишь раз, выйдя на замену в последнем матче группового этапа против сборной Южной Кореи.

### Тренерская карьера
В 2013 году возглавлял клуб «Ольяненсе». C 2014 года по 2015 год являлся тренером «Фаренсе». В 2015 году стал главным тренером клуба «Авеш», который выступает в Сегунда лиге.

## Достижения
- Чемпион Португалии: 1993/94
- Обладатель Суперкубка Нидерландов: 1998
- Вице-чемпион Англии: 2001/02
- Вице-чемпион Турции: 2002/03